# Универзитет краља Сауда
Универзитет краљ Сауд (арап. جامعة الملك سعود, Гамиат ел-Малик Сауд) је државни универзитет у Ријаду, Саудијска Арабија са 40.000 студената од којих су 7% интернационални, буџет је 3.056 милијарди долара. Универзитет нуди курсеве природних наука, хуманистичких наука и струковне студије. Многи курсеви су бесплатни, предавање наставе је на арапском и енглеском. Међу арапским универзитетима, његови медицински програми су веома цењени.

## Историја
Ибн Сауд је постао краљ Саудиске Арабије 1932. године и почео је да поставља темеље за модернизацију своје земље и успостављање образовног система. Оснивање првог универзитета био је одговор на образовне и професионалне потребе младе нације. Краљ Сауд од Саудијске Арабије, најстарији син преузео је трон након смрти оца 1953. године и основао је Вијеће министара и Министарство образовања.
Први Универзитет у Ријаду изграђен је 1957. године, основао га је краљ Сауд. Универзитет је дуго био једина високошколска установа у Саудијској Арабији са секуларним уместо исламским наставним планом и програмом. Прослављајући своју 25. годишњицу, Универзитет у Ријаду указом краља Халида 1982. године, преименован је у назив по свом оснивачу као Универзитет Краљ Сауд.